# Палеарио, Аонио
Аонио Палеарио (ит. Антонио делла Палья, Antonio della Paglia, латинизированное имя — Аоний Палеарий, Aonius Palearius; «Аонио Палеарио» — вторичная итальянизация латинского имени; 1503, Вероли — 3 июля 1570, Рим) — итальянский гуманист, педагог и религиозный реформатор. Был казнён инквизицией.

## Биография
Аонио Палеарио родился в семье магистрата. До 17 лет получал образование дома под руководством нотариуса Джованни Мартелли, бывшего другом его отца, уделявшего особое внимание изучению греческих и латинских классиков. В 1520 году отправился учиться в Рим, где изучал литературу, латынь и философию; завершил образование в 1527 году. 
По возвращении в Вероли был введён в местное высшее общество, но оказался в конфликте с местными церковниками из-за своих взглядов на бессмертие души. В 1529 году был вынужден покинуть город и отправиться в Перуджу, когда кардинал Алессандро Чезарини обвинил его в краже рукописи Тита Ливия. Принял предложение местного губернатора Филонарди стать преподавателем латыни в университете Перуджи. 
27 октября 1530 года Аонио Палеарио переехал преподавать греческий и иврит в Сиену, осенью 1531 года — в Падую. В Падуе преподавал до 1536 года (с небольшим перерывом в 1533—1534 годах, когда возвращался в Сиену), свёл там знакомство со многими известными гуманистами. В 1536 году вернулся в Сиену, где был частным учителем и в том числе гувернёром в семье своего друга Антонио Белланти, вскоре умершего. В 1537 году женился и благодаря приданому жены смог купить земельный участок в Церцигнано. В этот же период времени стал поддерживать отношения с флорентийскими гуманистами и открыто высказываться в поддержку Реформации. Занимаясь философией, пришёл к убеждению, что многие вопросы не могут быть разрешены без помощи теологии, и заинтересовался последней. Между тем, реформационное движение, проникшее в Италию, отразилось на нем и в его религиозных воззрениях можно усмотреть перелом с 1542 года, когда он написал свой трактат «Della Pienezza, sufficienza, et satisfazione della passione di Christo», за который в июне того же года был впервые привлечён к суду инквизиции по обвинению в ереси, но 12 декабря оправдан в Сиене за отсутствием доказательств. 20 декабря 1544 года отправил письма протестантским вождям Европы, в которых предлагал свой проект церковной реформы и обвинял папу Павла III и епископов в коррумпированности.
28 июля 1546 года принял предложение возглавить кафедру красноречия в Лукке (в том числе из-за желания покинуть Сиену), а 4 апреля 1555 года перешёл в Милан на кафедру римской и греческой литератур. Многие историки приписывают ему сочинение «Trattato utilissimo del beneficio di Giesu Cristo etc.», имевшее громадное влияние на распространение протестантизма в Италии. С усилением реакционного движения при Папе Пии V симпатии Палеарио к Реформации с 1566 года не могли остаться незамеченными инквизицией (особенно его открытые высказывания о том, что главой христианской церкви следует считать только Иисуса Христа, а не папу римского): он был заключен в тюрьму в Риме 20 августа 1568 года и, отказавшись на допросах отречься от своих убеждений, был повешен 3 июля 1570 года, а тело его затем сожгли на костре.